# Robert J. Bates
Robert J. Bates (1946) es un botánico australiano.

## Biografía
Bates creció en Mylor, Australia del Sur, y ha vivido en Fairview Park, Adelaide durante más de 40 años. Profesionalmente, Bates es conocido principalmente por su interés en los espermatofitos, en particular, el estudio de las orquídeas del sur de Australia, donde ha descrito al menos 68 especies.

## Algunas publicaciones
- 2007. A review of South Australian Wurmbea (Colchicaceae-Liliaceae) : keys, new taxa and combinations, and notes. Journal of the Adelaide Botanic Gardens 21
- 1995.  The species of Wurmbea (Liliaceae) in South Australia. Journal of the Adelaide Botanic Gardens 16